# Öveçli, Gürpınar
Öveçli là một xã thuộc thành phố Gürpınar, tỉnh Van, Thổ Nhĩ Kỳ. Dân số thời điểm năm 2011 là 1.222 người.